# Wagner Pina
Wagner Fabrício Cardoso de Pina (Lisbona, 3 novembre 2002) è un calciatore capoverdiano con cittadinanza portoghese, difensore del Trabzonspor e della nazionale capoverdiana.

## Caratteristiche tecniche
Di ruolo terzino destro, può essere schierato anche in una difesa a tre oppure sulla fascia in posizione più avanzata.

## Carriera

### Club
Nato a Lisbona, è cresciuto nei settori giovanili di Sacavenense e Tondela. Nel 2021 ha iniziato la sua carriera fra i professionisti con il Gouveia nel Campeonato de Portugal. L'anno successivo è passato al Belenenses in Terceira Liga.
Il 14 luglio 2023 è stato acquistato a titolo definitivo dall'Estoril Praia. Ha debuttato in Primeira Liga il 28 ottobre nella sconfitta per 1-0 contro il Portimonense. Il 24 novembre ha rinnovato il contratto fino al 2027.

### Nazionale
Nel 2024 ha esordito in nazionale.

## Statistiche

### Presenze e reti nei club
Statistiche aggiornate al 27 gennaio 2024.
| Stagione        | Squadra         | Campionato      | Campionato | Campionato | Coppe nazionali | Coppe nazionali | Coppe nazionali | Coppe continentali | Coppe continentali | Coppe continentali | Altre coppe | Altre coppe | Altre coppe | Totale | Totale | Totale |
| Stagione        | Squadra         | Comp            | Pres       | Reti       | Comp            | Pres            | Reti            | Comp               | Pres               | Reti               | Comp        | Pres        | Reti        | Pres   | Reti   |        |
| --------------- | --------------- | --------------- | ---------- | ---------- | --------------- | --------------- | --------------- | ------------------ | ------------------ | ------------------ | ----------- | ----------- | ----------- | ------ | ------ | ------ |
| 2021-2022       | Gouveia         | CdP             | 23         | 1          | CP              | 0               | 0               |                    | -                  | -                  |             | -           | -           | 23     | 1      |        |
| 2022-2023       | Belenenses      | TL              | 18         | 1          | CP              | 1               | 0               |                    | -                  | -                  |             | -           | -           | 19     | 1      |        |
| 2023-2024       | Estoril Praia   | PL              | 8          | 0          | CP+CdL          | 3+4             | 0               |                    | -                  | -                  |             | -           | -           | 15     | 0      |        |
| Totale carriera | Totale carriera | Totale carriera | 49         | 2          |                 | 8               | 0               |                    | -                  | -                  |             | -           | -           | 57     | 2      |        |